# فرودگاه شل‌بروک
فرودگاه شل‌بروک (به انگلیسی: Shellbrook Airport) یک فرودگاه همگانی است که یک باند فرود چمن دارد و طول باند آن ۸۰۵ متر است. این فرودگاه در کشور کانادا قرار دارد و در ارتفاع ۵۰۰ متری از سطح دریا واقع شده است.